# Élections législatives de 1906 dans le Nord
Les élections législatives de 1906 ont eu lieu les 6 et 20 mai.

## Députés élus
|    | Circonscription      | Député sortant           |  | Groupe parlementaire       | Député élu              |  | Groupe parlementaire       |
| -- | -------------------- | ------------------------ |  | -------------------------- | ----------------------- |  | -------------------------- |
| 1  | 1ère d'Avesnes       | Léon Pasqual             |  | Gauche démocratique        | Léon Pasqual            |  | Gauche démocratique        |
| 2  | 2e d'Avesnes         | Félix Defontaine         |  | Radical-socialiste         | Félix Defontaine        |  | Gauche radicale-socialiste |
| 3  | 3e d'Avesnes         | Évrard Éliez-Évrard      |  | Union démocratique         | Joseph Dehove           |  | Gauche radicale-socialiste |
| 4  | 1ère de Cambrai      | Paul Bersez              |  | Union démocratique         | Alfred Le Roy           |  | Gauche radicale            |
| 5  | 2e de Cambrai        | Henri Lozé               |  | Républicains progressistes | Eugène Fievet           |  | Socialiste unifié          |
| 6  | 1ère de Douai        | François Debève          |  | Union démocratique         | Charles Goniaux         |  | Socialiste unifié          |
| 7  | 2e de Douai          | Armand Cardon            |  | Non-inscrit                | Louis Guislain          |  | Gauche radicale-socialiste |
| 8  | 1ère de Dunkerque    | Florent Guillain         |  | Républicains progressistes | Florent Guillain        |  | Progressiste               |
| 9  | 2e de Dunkerque      | Henry Cochin             |  | Action libérale            | Henry Cochin            |  | Action libérale            |
| 10 | 1ère d'Hazebrouck    | Jules-Auguste Lemire     |  | Non-inscrit                | Jules-Auguste Lemire    |  | Non-inscrit                |
| 11 | 2e d'Hazebrouck      | Jean Plichon             |  | Action libérale            | Jean Plichon            |  | Action libérale            |
| 12 | 1ère de Lille        | Théodore Barrois         |  | Républicains progressistes | George Vandame          |  | Action libérale            |
| 13 | 2e de Lille          | Auguste Bonte            |  | Républicains progressistes | Henri Ghesquière        |  | Socialiste unifié          |
| 14 | 3e de Lille          | Gustave Delory           |  | Socialiste révolutionnaire | Gustave Delory          |  | Socialiste unifié          |
| 15 | 4e de Lille          | Jules Dansette           |  | Action libérale            | Jules Dansette          |  | Action libérale            |
| 16 | 5e de Lille          | Marcel Delaune           |  | Union démocratique         | Marcel Delaune          |  | Union démocratique         |
| 17 | 6e de Lille          | Geoffroy de Montalembert |  | Action libérale            | Henri Delecroix         |  | Gauche radicale-socialiste |
| 18 | 7e de Lille          | Eugène Motte             |  | Républicains progressistes | Jules Guesde            |  | Socialiste unifié          |
| 19 | 8e de Lille          | Gustave Dron             |  | Gauche radicale            | Gustave Dron            |  | Gauche radicale            |
| 20 | 9e de Lille          | Henri-Constant Groussau  |  | Action libérale            | Henri-Constant Groussau |  | Action libérale            |
| 21 | 1ère de Valenciennes | Abel Castiau             |  | Non-inscrit                | Pierre Mélin            |  | Socialiste unifié          |
| 22 | 2e de Valenciennes   | Ferdinand Lepez          |  | Radical-socialiste         | Henri Durre             |  | Socialiste unifié          |
| 23 | 3e de Valenciennes   | Auguste-Robert Selle     |  | Socialiste parlementaire   | Auguste-Robert Selle    |  | Socialiste unifié          |

## Résultats à l'échelle du département
| Partis         | Partis                                           | Premier tour | Premier tour | Deuxième tour | Deuxième tour | Sièges |
| Partis         | Partis                                           | Voix         | %            | Voix          | %             | Sièges |
| -------------- | ------------------------------------------------ | ------------ | ------------ | ------------- | ------------- | ------ |
|                | Section française de l'Internationale ouvrière   | 105 903      | 26,70        | 48 131        | 25,40         | 8      |
|                | Action libérale populaire                        | 99 120       | 24,99        | 39 937        | 21,07         | 5      |
|                | Radicaux indépendants                            | 57 994       | 14,62        | 37 052        | 19,55         | 3      |
|                | Fédération républicaine                          | 55 453       | 13,98        | 17 297        | 9,13          | 1      |
|                | Alliance républicaine démocratique               | 37 585       | 9,47         | 27 863        | 14,70         | 2      |
|                | Parti républicain, radical et radical-socialiste | 30 244       | 7,62         | 18 872        | 9,96          | 3      |
|                | Socialistes chrétiens                            | 9 227        | 2,33         |               |               | 1      |
|                | Divers                                           | 1 146        | 0,29         | 350           | 0,18          | 0      |
|                | Socialiste indépendant                           | 36           | 0,01         |               |               | 0      |
|                |                                                  |              |              |               |               |        |
| Inscrits       | Inscrits                                         | 476 171      | 100,00       | 229 076       | 100,00        | 23     |
| Votants        | Votants                                          | 403 048      | 84,64        | 192 403       | 83,99         |        |
| Abstentions    | Abstentions                                      | 73 123       | 15,36        | 36 673        | 16,01         |        |
| Blancs et nuls | Blancs et nuls                                   | 6 340        | 1,57         | 2 901         | 1,51          |        |
| Exprimés       | Exprimés                                         | 396 708      | 98,43        | 189 502       | 98,49         |        |

## Résultats par arrondissement

### Arrondissement d'Avesnes

#### 1recirconscription
|                | Léon Pasqual   | ARD            | 8 097  | 59,15  |  |  |
|                | Parmentier     | ALP            | 3 976  | 29,05  |  |  |
|                | Vandorme       | SFIO           | 1 615  | 11,80  |  |  |
|                |                |                |        |        |  |  |
| Inscrits       | Inscrits       | Inscrits       | 16 879 | 100,00 |  |  |
| Votants        | Votants        | Votants        | 13 820 | 81,88  |  |  |
| Abstention     | Abstention     | Abstention     | 3 059  | 18,12  |  |  |
| Blancs et nuls | Blancs et nuls | Blancs et nuls | 132    | 0,96   |  |  |
| Exprimés       | Exprimés       | Exprimés       | 13 688 | 99,04  |  |  |

#### 2ecirconscription
| Candidat       | Candidat         | Parti          | Premier tour | Premier tour |
| Candidat       | Candidat         | Parti          | Voix         | %            |
| -------------- | ---------------- | -------------- | ------------ | ------------ |
|                | Félix Defontaine | PRRRS          | 11 091       | 61,97        |
|                | Hendecourt       | ALP            | 6 079        | 33,97        |
|                | Gilles           | SFIO           | 409          | 2,29         |
|                | Divers           | Divers         | 317          | 1,77         |
|                |                  |                |              |              |
| Inscrits       | Inscrits         | Inscrits       | 21 467       | 100,00       |
| Votants        | Votants          | Votants        | 18 171       | 84,65        |
| Abstention     | Abstention       | Abstention     | 3 296        | 15,35        |
| Blancs et nuls | Blancs et nuls   | Blancs et nuls | 275          | 1,51         |
| Exprimés       | Exprimés         | Exprimés       | 17 896       | 98,49        |

#### 3ecirconscription
| Candidat       | Candidat       | Parti               | Premier tour | Premier tour |
| Candidat       | Candidat       | Parti               | Voix         | %            |
| -------------- | -------------- | ------------------- | ------------ | ------------ |
|                | Joseph Dehove  | Radical indépendant | 7 611        | 57,85        |
|                | Ducornet       | FR                  | 5 147        | 39,12        |
|                | Deverney       | SFIO                | 382          | 2,90         |
|                | Divers         | Divers              | 17           | 0,13         |
|                |                |                     |              |              |
| Inscrits       | Inscrits       | Inscrits            | 16 121       | 100,00       |
| Votants        | Votants        | Votants             | 13 352       | 82,82        |
| Abstention     | Abstention     | Abstention          | 2 769        | 17,18        |
| Blancs et nuls | Blancs et nuls | Blancs et nuls      | 195          | 1,46         |
| Exprimés       | Exprimés       | Exprimés            | 13 157       | 98,54        |

### Arrondissement de Cambrai

#### 1recirconscription
| Candidat       | Candidat       | Parti               | Premier tour | Premier tour | Deuxième tour | Deuxième tour |
| Candidat       | Candidat       | Parti               | Voix         | %            | Voix          | %             |
| -------------- | -------------- | ------------------- | ------------ | ------------ | ------------- | ------------- |
|                | Alfred Le Roy  | Radical indépendant | 13 091       | 49,68        | 15 143        | 59,39         |
|                | Deligne        | ALP                 | 10 310       | 39,12        | 10 354        | 40,61         |
|                | Guelton        | SFIO                | 2 952        | 11,20        |               |               |
|                |                |                     |              |              |               |               |
| Inscrits       | Inscrits       | Inscrits            | 31 207       | 100,00       | 31 207        | 100,00        |
| Votants        | Votants        | Votants             | 26 650       | 85,40        | 25 774        | 82,59         |
| Abstention     | Abstention     | Abstention          | 4 557        | 14,60        | 5 433         | 17,41         |
| Blancs et nuls | Blancs et nuls | Blancs et nuls      | 297          | 1,11         | 277           | 1,07          |
| Exprimés       | Exprimés       | Exprimés            | 26 353       | 98,89        | 25 497        | 98,93         |

#### 2ecirconscription
| Candidat       | Candidat            | Parti               | Premier tour | Premier tour | Deuxième tour | Deuxième tour |
| Candidat       | Candidat            | Parti               | Voix         | %            | Voix          | %             |
| -------------- | ------------------- | ------------------- | ------------ | ------------ | ------------- | ------------- |
|                | Seydoux             | FR                  | 10 250       | 45,74        | 11 174        | 49,06         |
|                | Eugène Fievet       | SFIO                | 8 694        | 38,80        | 11 600        | 50,94         |
|                | Carpentier-Risbourg | Radical indépendant | 3 463        | 15,45        |               |               |
|                |                     |                     |              |              |               |               |
| Inscrits       | Inscrits            | Inscrits            | 26 993       | 100,00       | 26 993        | 100,00        |
| Votants        | Votants             | Votants             | 22 611       | 83,77        | 22 968        | 85,09         |
| Abstention     | Abstention          | Abstention          | 4 382        | 16,23        | 4 025         | 14,91         |
| Blancs et nuls | Blancs et nuls      | Blancs et nuls      | 204          | 0,90         | 194           | 0,84          |
| Exprimés       | Exprimés            | Exprimés            | 22 407       | 99,10        | 22 774        | 99,16         |

### Arrondissement de Douai

#### 1recirconscription
| Candidat       | Candidat        | Parti          | Premier tour | Premier tour | Deuxième tour | Deuxième tour |
| Candidat       | Candidat        | Parti          | Voix         | %            | Voix          | %             |
| -------------- | --------------- | -------------- | ------------ | ------------ | ------------- | ------------- |
|                | Charles Goniaux | SFIO           | 8 278        | 40,74        | 10 152        | 51,19         |
|                | François Debève | ARD            | 6 491        | 31,95        | 9 565         | 48,23         |
|                | Dambray         | ALP            | 5 535        | 27,24        |               |               |
|                | Divers          | Divers         | 15           | 0,07         | 115           | 0,58          |
|                |                 |                |              |              |               |               |
| Inscrits       | Inscrits        | Inscrits       | 24 470       | 100,00       | 24 470        | 100,00        |
| Votants        | Votants         | Votants        | 20 514       | 83,83        | 20 014        | 81,79         |
| Abstention     | Abstention      | Abstention     | 3 956        | 16,17        | 4 456         | 18,21         |
| Blancs et nuls | Blancs et nuls  | Blancs et nuls | 195          | 0,95         | 182           | 0,91          |
| Exprimés       | Exprimés        | Exprimés       | 20 319       | 99,05        | 19 832        | 99,09         |

#### 2ecirconscription
| Candidat       | Candidat       | Parti          | Premier tour | Premier tour | Deuxième tour | Deuxième tour |
| Candidat       | Candidat       | Parti          | Voix         | %            | Voix          | %             |
| -------------- | -------------- | -------------- | ------------ | ------------ | ------------- | ------------- |
|                | Armand Cardon  | ARD            | 6 759        | 44,59        | 6 901         | 46,23         |
|                | Louis Guislain | PRRRS          | 5 307        | 35,01        | 7 842         | 52,53         |
|                | François       | SFIO           | 2 931        | 19,34        |               |               |
|                | Divers         | Divers         | 161          | 1,06         | 186           | 1,23          |
|                |                |                |              |              |               |               |
| Inscrits       | Inscrits       | Inscrits       | 17 556       | 100,00       | 17 556        | 100,00        |
| Votants        | Votants        | Votants        | 15 175       | 86,44        | 15 253        | 86,88         |
| Abstention     | Abstention     | Abstention     | 2 381        | 13,56        | 2 303         | 13,12         |
| Blancs et nuls | Blancs et nuls | Blancs et nuls | 17           | 0,11         | 324           | 2,12          |
| Exprimés       | Exprimés       | Exprimés       | 15 158       | 99,89        | 14 929        | 97,88         |

### Arrondissement de Dunkerque

#### 1recirconscription
| Candidat       | Candidat         | Parti               | Premier tour | Premier tour |
| Candidat       | Candidat         | Parti               | Voix         | %            |
| -------------- | ---------------- | ------------------- | ------------ | ------------ |
|                | Florent Guillain | FR                  | 8 974        | 51,44        |
|                | Albert Sauvage   | SFIO                | 4 526        | 25,94        |
|                | Defossé          | Radical indépendant | 3 946        | 22,62        |
|                |                  |                     |              |              |
| Inscrits       | Inscrits         | Inscrits            | 23 763       | 100,00       |
| Votants        | Votants          | Votants             | 17 545       | 73,83        |
| Abstention     | Abstention       | Abstention          | 6 218        | 26,17        |
| Blancs et nuls | Blancs et nuls   | Blancs et nuls      | 99           | 0,66         |
| Exprimés       | Exprimés         | Exprimés            | 17 446       | 99,44        |

#### 2ecirconscription
| Candidat       | Candidat       | Parti          | Premier tour | Premier tour |
| Candidat       | Candidat       | Parti          | Voix         | %            |
| -------------- | -------------- | -------------- | ------------ | ------------ |
|                | Henry Cochin   | ALP            | 10 367       | 82,57        |
|                | Vandenbroucque | PRRRS          | 1 981        | 15,78        |
|                | Fray           | SFIO           | 207          | 1,65         |
|                |                |                |              |              |
| Inscrits       | Inscrits       | Inscrits       | 15 180       | 100,00       |
| Votants        | Votants        | Votants        | 12 661       | 83,41        |
| Abstention     | Abstention     | Abstention     | 2 519        | 16,59        |
| Blancs et nuls | Blancs et nuls | Blancs et nuls | 106          | 0,84         |
| Exprimés       | Exprimés       | Exprimés       | 12 555       | 99,16        |

### Arrondissement d'Hazebrouck

#### 1recirconscription
| Candidat       | Candidat             | Parti               | Premier tour | Premier tour |
| Candidat       | Candidat             | Parti               | Voix         | %            |
| -------------- | -------------------- | ------------------- | ------------ | ------------ |
|                | Jules-Auguste Lemire | Socialiste chrétien | 9 227        | 91,44        |
|                | Émile Cambie         | SFIO                | 864          | 8,56         |
|                |                      |                     |              |              |
| Inscrits       | Inscrits             | Inscrits            | 16 313       | 100,00       |
| Votants        | Votants              | Votants             | 13 045       | 79,97        |
| Abstention     | Abstention           | Abstention          | 3 268        | 20,03        |
| Blancs et nuls | Blancs et nuls       | Blancs et nuls      | 2 954        | 22,64        |
| Exprimés       | Exprimés             | Exprimés            | 10 091       | 77,36        |

#### 2ecirconscription
| Candidat       | Candidat       | Parti          | Premier tour | Premier tour |
| Candidat       | Candidat       | Parti          | Voix         | %            |
| -------------- | -------------- | -------------- | ------------ | ------------ |
|                | Jean Plichon   | ALP            | 9 451        | 81,76        |
|                | Vanderschooten | SFIO           | 1 507        | 13,04        |
|                | Lucien Henry   | PRRRS          | 601          | 5,20         |
|                |                |                |              |              |
| Inscrits       | Inscrits       | Inscrits       | 14 186       | 100,00       |
| Votants        | Votants        | Votants        | 11 845       | 83,50        |
| Abstention     | Abstention     | Abstention     | 2 341        | 16,50        |
| Blancs et nuls | Blancs et nuls | Blancs et nuls | 286          | 2,41         |
| Exprimés       | Exprimés       | Exprimés       | 11 559       | 97,59        |

### Arrondissement de Lille

#### 1recirconscription
| Candidat       | Candidat       | Parti          | Premier tour | Premier tour |
| Candidat       | Candidat       | Parti          | Voix         | %            |
| -------------- | -------------- | -------------- | ------------ | ------------ |
|                | George Vandame | ALP            | 9 726        | 56,60        |
|                | Saint-Venant   | SFIO           | 7 387        | 42,99        |
|                | Divers         | Divers         | 70           | 0,41         |
|                |                |                |              |              |
| Inscrits       | Inscrits       | Inscrits       | 20 789       | 100,00       |
| Votants        | Votants        | Votants        | 17 526       | 84,30        |
| Abstention     | Abstention     | Abstention     | 3 623        | 17,43        |
| Blancs et nuls | Blancs et nuls | Blancs et nuls | 343          | 1,96         |
| Exprimés       | Exprimés       | Exprimés       | 17 183       | 98,04        |

#### 2ecirconscription
| Candidat       | Candidat         | Parti               | Premier tour | Premier tour | Deuxième tour | Deuxième tour |
| Candidat       | Candidat         | Parti               | Voix         | %            | Voix          | %             |
| -------------- | ---------------- | ------------------- | ------------ | ------------ | ------------- | ------------- |
|                | Henri Ghesquière | SFIO                | 6 660        | 48,26        | 7 533         | 55,16         |
|                | Auguste Bonte    | FR                  | 6 178        | 44,77        | 6 123         | 44,84         |
|                | Boubes           | Radical indépendant | 877          | 6,36         |               |               |
|                | Divers           | Divers              | 84           | 0,61         |               |               |
|                |                  |                     |              |              |               |               |
| Inscrits       | Inscrits         | Inscrits            | 15 903       | 100,00       | 15 903        | 100,00        |
| Votants        | Votants          | Votants             | 13 800       | 86,78        | 13 756        | 86,50         |
| Abstention     | Abstention       | Abstention          | 2 103        | 13,22        | 2 147         | 13,50         |
| Blancs et nuls | Blancs et nuls   | Blancs et nuls      | 1            | 0,01         | 100           | 0,73          |
| Exprimés       | Exprimés         | Exprimés            | 13 799       | 99,99        | 13 656        | 99,27         |

#### 3ecirconscription
| Candidat       | Candidat       | Parti          | Premier tour | Premier tour |
| Candidat       | Candidat       | Parti          | Voix         | %            |
| -------------- | -------------- | -------------- | ------------ | ------------ |
|                | Gustave Delory | SFIO           | 9 424        | 50,73        |
|                | Gossart        | FR             | 7 969        | 42,90        |
|                | Clément        | ARD            | 1 169        | 6,29         |
|                | Divers         | Divers         | 15           | 0,08         |
|                |                |                |              |              |
| Inscrits       | Inscrits       | Inscrits       | 21 569       | 100,00       |
| Votants        | Votants        | Votants        | 18 655       | 86,49        |
| Abstention     | Abstention     | Abstention     | 2 914        | 13,51        |
| Blancs et nuls | Blancs et nuls | Blancs et nuls | 78           | 0,42         |
| Exprimés       | Exprimés       | Exprimés       | 18 577       | 99,58        |

#### 4ecirconscription
| Candidat       | Candidat       | Parti               | Premier tour | Premier tour |
| Candidat       | Candidat       | Parti               | Voix         | %            |
| -------------- | -------------- | ------------------- | ------------ | ------------ |
|                | Jules Dansette | ALP                 | 8 448        | 54,56        |
|                | Gombert        | Radical indépendant | 3 774        | 24,37        |
|                | Arthur Sohier  | SFIO                | 3 248        | 20,98        |
|                | Divers         | Divers              | 15           | 0,10         |
|                |                |                     |              |              |
| Inscrits       | Inscrits       | Inscrits            | 17 459       | 100,00       |
| Votants        | Votants        | Votants             | 15 534       | 88,97        |
| Abstention     | Abstention     | Abstention          | 1 925        | 11,03        |
| Blancs et nuls | Blancs et nuls | Blancs et nuls      | 49           | 0,32         |
| Exprimés       | Exprimés       | Exprimés            | 15 485       | 99,68        |

#### 5ecirconscription
| Candidat       | Candidat       | Parti               | Premier tour | Premier tour | Deuxième tour | Deuxième tour |
| Candidat       | Candidat       | Parti               | Voix         | %            | Voix          | %             |
| -------------- | -------------- | ------------------- | ------------ | ------------ | ------------- | ------------- |
|                | Marcel Delaune | ARD                 | 10 814       | 48,91        | 11 397        | 51,70         |
|                | Georges Potié  | Radical indépendant | 7 526        | 34,04        | 10 647        | 48,30         |
|                | Ragheboom      | SFIO                | 3 7703 675   | 17,05        |               |               |
|                |                |                     |              |              |               |               |
| Inscrits       | Inscrits       | Inscrits            | 25 290       | 100,00       | 25 290        | 100,00        |
| Votants        | Votants        | Votants             | 22 110       | 87,43        | 22 207        | 87,81         |
| Abstention     | Abstention     | Abstention          | 3 180        | 12,57        | 3 083         | 12,19         |
| Blancs et nuls | Blancs et nuls | Blancs et nuls      | 0            | 0,00         | 163           | 0,73          |
| Exprimés       | Exprimés       | Exprimés            | 22 110       | 100,00       | 22 044        | 99,27         |

#### 6ecirconscription
| Candidat       | Candidat        | Parti          | Premier tour | Premier tour | Deuxième tour | Deuxième tour |
| Candidat       | Candidat        | Parti          | Voix         | %            | Voix          | %             |
| -------------- | --------------- | -------------- | ------------ | ------------ | ------------- | ------------- |
|                | Dehan           | ALP            | 10 400       | 48,44        | 10 171        | 47,97         |
|                | Henri Delecroix | PRRRS          | 5 867        | 27,33        | 11 030        | 52,03         |
|                | Dubler          | SFIO           | 5 199        | 24,21        |               |               |
|                | Divers          | Divers         | 5            | 0,02         |               |               |
|                |                 |                |              |              |               |               |
| Inscrits       | Inscrits        | Inscrits       | 24 426       | 100,00       | 24 426        | 100,00        |
| Votants        | Votants         | Votants        | 21 615       | 88,49        | 21 279        | 87,12         |
| Abstention     | Abstention      | Abstention     | 2 811        | 11,51        | 3 147         | 12,88         |
| Blancs et nuls | Blancs et nuls  | Blancs et nuls | 144          | 0,67         | 78            | 0,37          |
| Exprimés       | Exprimés        | Exprimés       | 21 471       | 99,33        | 21 201        | 99,63         |

#### 7ecirconscription
| Candidat       | Candidat       | Parti                  | Premier tour | Premier tour |
| Candidat       | Candidat       | Parti                  | Voix         | %            |
| -------------- | -------------- | ---------------------- | ------------ | ------------ |
|                | Jules Guesde   | SFIO                   | 11 345       | 50,64        |
|                | Eugène Motte   | FR                     | 11 018       | 49,18        |
|                | Guerchoux      | Socialiste indépendant | 36           | 0,16         |
|                | Divers         | Divers                 | 6            | 0,03         |
|                |                |                        |              |              |
| Inscrits       | Inscrits       | Inscrits               | 25 144       | 100,00       |
| Votants        | Votants        | Votants                | 22 668       | 90,15        |
| Abstention     | Abstention     | Abstention             | 2 476        | 9,85         |
| Blancs et nuls | Blancs et nuls | Blancs et nuls         | 263          | 1,16         |
| Exprimés       | Exprimés       | Exprimés               | 22 405       | 98,84        |

#### 8ecirconscription
| Candidat       | Candidat       | Parti               | Premier tour | Premier tour | Deuxième tour | Deuxième tour |
| Candidat       | Candidat       | Parti               | Voix         | %            | Voix          | %             |
| -------------- | -------------- | ------------------- | ------------ | ------------ | ------------- | ------------- |
|                | Gustave Dron   | Radical indépendant | 9 453        | 49,46        | 11 262        | 64,65         |
|                | Georges Lenoir | ALP                 | 7 305        | 38,22        | 6 157         | 35,35         |
|                | Inghels        | SFIO                | 2 353        | 12,31        |               |               |
|                |                |                     |              |              |               |               |
| Inscrits       | Inscrits       | Inscrits            | 21 832       | 100,00       | 21 832        | 100,00        |
| Votants        | Votants        | Votants             | 19 260       | 88,22        | 18 413        | 84,34         |
| Abstention     | Abstention     | Abstention          | 2 572        | 11,78        | 3 419         | 15,66         |
| Blancs et nuls | Blancs et nuls | Blancs et nuls      | 149          | 0,77         | 994           | 4,40          |
| Exprimés       | Exprimés       | Exprimés            | 19 111       | 99,23        | 17 419        | 94,60         |

#### 9ecirconscription
| Candidat       | Candidat                | Parti               | Premier tour | Premier tour |
| Candidat       | Candidat                | Parti               | Voix         | %            |
| -------------- | ----------------------- | ------------------- | ------------ | ------------ |
|                | Henri-Constant Groussau | ALP                 | 6 156        | 54,09        |
|                | Ducarin                 | Radical indépendant | 4 352        | 38,24        |
|                | Lebas                   | SFIO                | 866          | 7,61         |
|                | Divers                  | Divers              | 6            | 0,05         |
|                |                         |                     |              |              |
| Inscrits       | Inscrits                | Inscrits            | 12 382       | 100,00       |
| Votants        | Votants                 | Votants             | 11 418       | 92,21        |
| Abstention     | Abstention              | Abstention          | 964          | 7,79         |
| Blancs et nuls | Blancs et nuls          | Blancs et nuls      | 38           | 0,33         |
| Exprimés       | Exprimés                | Exprimés            | 11 380       | 99,67        |

### Arrondissement de Valenciennes

#### 1recirconscription
| Candidat       | Candidat       | Parti          | Premier tour | Premier tour | Deuxième tour | Deuxième tour |
| Candidat       | Candidat       | Parti          | Voix         | %            | Voix          | %             |
| -------------- | -------------- | -------------- | ------------ | ------------ | ------------- | ------------- |
|                | Pierre Mélin   | SFIO           | 5 273        | 38,86        | 7 975         | 61,13         |
|                | Abel Castiau   | ARD            | 4 255        | 31,36        |               |               |
|                | Namur          | ALP            | 4 009        | 29,54        | 5 065         | 38,83         |
|                | Divers         | Divers         | 33           | 0,24         | 5             | 0,04          |
|                |                |                |              |              |               |               |
| Inscrits       | Inscrits       | Inscrits       | 17 205       | 100,00       | 17 205        | 100,00        |
| Votants        | Votants        | Votants        | 13 659       | 79,39        | 13 324        | 77,44         |
| Abstention     | Abstention     | Abstention     | 3 546        | 20,61        | 3 881         | 22,56         |
| Blancs et nuls | Blancs et nuls | Blancs et nuls | 89           | 0,65         | 279           | 2,09          |
| Exprimés       | Exprimés       | Exprimés       | 13 570       | 99,35        | 13 045        | 97,91         |

#### 2ecirconscription
| Candidat       | Candidat                        | Parti          | Premier tour | Premier tour | Deuxième tour | Deuxième tour |
| Candidat       | Candidat                        | Parti          | Voix         | %            | Voix          | %             |
| -------------- | ------------------------------- | -------------- | ------------ | ------------ | ------------- | ------------- |
|                | Charles Thellier de Poncheville | ALP            | 7 358        | 37,61        | 8 190         | 42,87         |
|                | Henri Durre                     | SFIO           | 6 766        | 34,58        | 10 871        | 56,90         |
|                | Ferdinand Lepez                 | PRRRS          | 5 397        | 27,58        |               |               |
|                | Divers                          | Divers         | 45           | 0,23         | 44            | 0,23          |
|                |                                 |                |              |              |               |               |
| Inscrits       | Inscrits                        | Inscrits       | 24 194       | 100,00       | 24 194        | 100,00        |
| Votants        | Votants                         | Votants        | 19 739       | 81,59        | 19 415        | 80,25         |
| Abstention     | Abstention                      | Abstention     | 4 455        | 18,41        | 4 779         | 19,75         |
| Blancs et nuls | Blancs et nuls                  | Blancs et nuls | 173          | 0,88         | 310           | 1,60          |
| Exprimés       | Exprimés                        | Exprimés       | 19 566       | 99,12        | 19 105        | 98,40         |

#### 3ecirconscription
| Candidat       | Candidat             | Parti               | Premier tour | Premier tour |
| Candidat       | Candidat             | Parti               | Voix         | %            |
| -------------- | -------------------- | ------------------- | ------------ | ------------ |
|                | Auguste-Robert Selle | SFIO                | 11 247       | 52,50        |
|                | Caullet              | FR                  | 5 917        | 27,62        |
|                | Dreyfus              | Radical indépendant | 3 901        | 18,21        |
|                | Divers               | Divers              | 357          | 1,67         |
|                |                      |                     |              |              |
| Inscrits       | Inscrits             | Inscrits            | 25 843       | 100,00       |
| Votants        | Votants              | Votants             | 21 675       | 83,87        |
| Abstention     | Abstention           | Abstention          | 4 168        | 16,13        |
| Blancs et nuls | Blancs et nuls       | Blancs et nuls      | 253          | 1,17         |
| Exprimés       | Exprimés             | Exprimés            | 21 422       | 98,83        |